# 村田可朗
村田 可朗（むらた よしあき、1900年〈明治33年〉2月15日 - 1989年〈平成元年〉9月15日）は、日本の実業家。中国電力副社長、中国電気工事社長、広島商工会議所会頭を歴任した。

## 人物
広島市生まれ。旧制広島高等師範学校附属中学校、旧制第三高等学校を経て、1925年（大正14年）3月東京帝国大学工学部電気工学科卒業、同年大同電力株式会社入社。
1939年（昭和14年）国家総力戦体制を構築しようとする当時の日本政府の電力国家管理政策により日本発送電が発足するに伴い入社、関東支店工務部長、山梨支社長、電力技術研究所長、理事を歴任。
1941年の配電統制令を経て、1951年（昭和26年）電気事業再編成令による日本発送電解散に伴い帰郷、発足したばかりの中国電力株式会社に入社し、理事および技術研究所長に就任。1952年（昭和27年）工務部長を経て、1953年（昭和28年）取締役に就任。その後中国電力において常務取締役、取締役副社長を経て、1967年（昭和42年）中国電気工事社長に就任、1975年（昭和50年）会長を経て、1982年（昭和57年）相談役に退く。
その間1969年（昭和44年）から1973年（昭和48年）まで広島商工会議所会頭を務め、地元自動車メーカーである東洋工業（現マツダ）のマツダ車をはじめ、地元製品の購入を呼びかける「バイマツダ」運動を進め、後に郷心会という組織に発展した。
その他にも、母校である広島大学附属中学校・高等学校の同窓会であるアカシア会の会長も長く務めた。